# Рацкеве

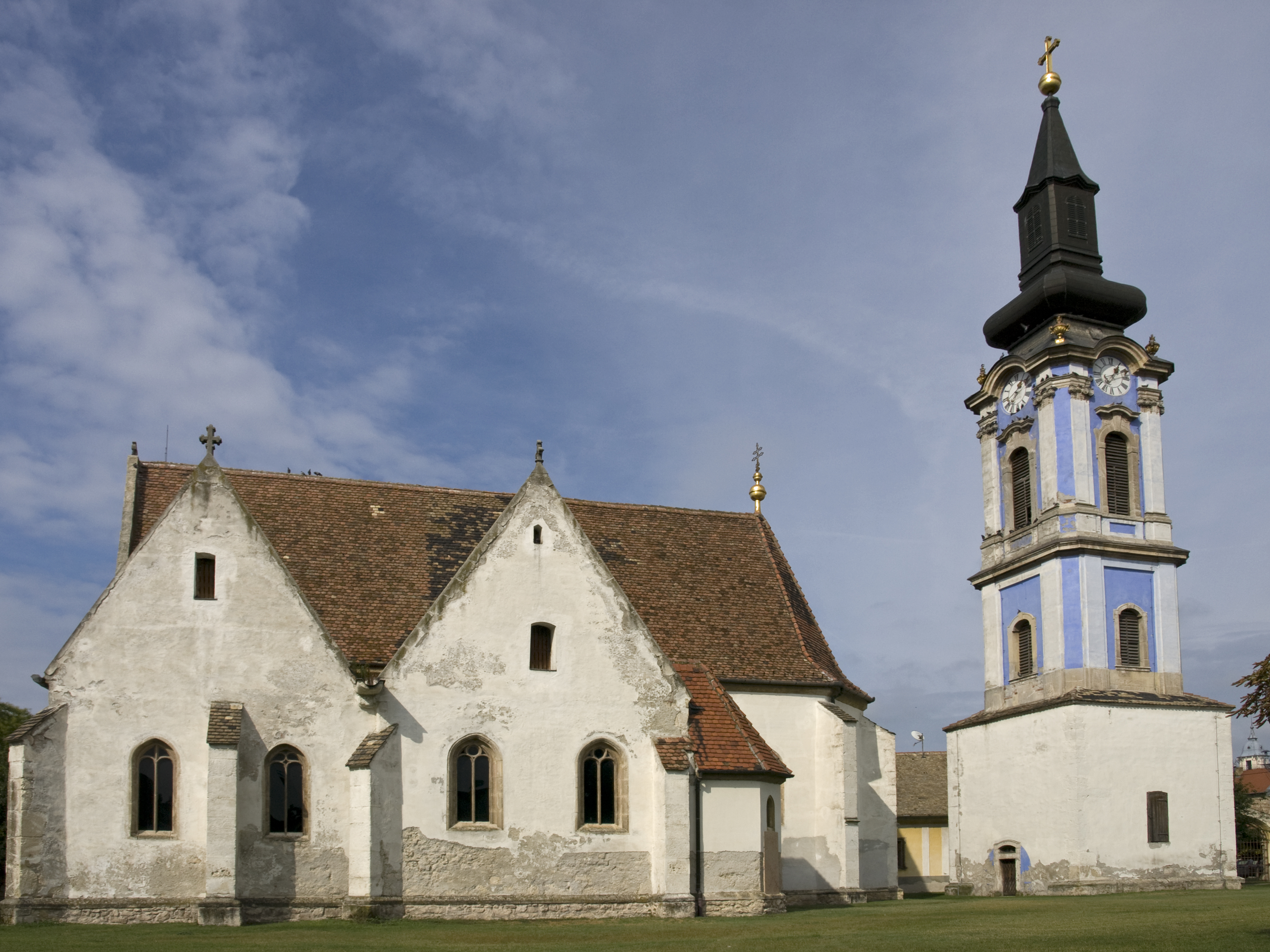
Сербский Успенский монастырь

Рацкеве (венг. Ráckeve) — город в центральной части Венгрии, в медье Пешт. Население — 9060 человек (2001). Расположен на правом берегу Дуная. В XV веке был одним из центров, где оседали сербские беженцы. Сохранилась сербская православная церковь 1487 года, полностью расписанная изнутри, единственная православная готическая церковь в Венгрии.

## История
После образования Венгрии в 1000 году и установлению правления династии Арпадов территория, на которой сейчас находится Рацкеве, попала под власть венгерских королей. Задокументировано существование на этом месте поселения под названием Абрахамтелке (венг. Ábrahámtelke) и монастыря. Монастырь впервые упоминается в документах под 1212 годом.
В XV веке, после завоевания Сербии турками, сюда с юга пришла волна сербских беженцев. В это время поселение получило название Kiskeue (на современном венгерском название звучало бы как Кишкеве — венг. Kiskeve) — Малое Кеве. Сербы называли его Малы-Ковин или Горни-Ковин, чтобы отличить его от города Ковин в Сербии, откуда они пришли. «Рац» по-венгерски означает «серб», откуда и происходит современное название города.
В XVI веке Рацкеве был среднего размера торговым поселением. Тут получил распространение протестантизм. В 1541 году он был завоёван Османской империей, большая часть населения бежала на север. Многие жители Рацкеве поселились в Дьёре и Комарно. Оставшиеся в городе жители выбрали «герцога» Джордже, правившего с 1543 по 1546 год. По состоянию на 1567 год, население Рацкеве составляли в основном венгры (большинство которых были кальвинистами) и сербы.
В 1698 году турки были изгнаны, и весь остров Чепель, в том числе Рацкеве, стал владением Евгения Савойского. Принц построил в Рацкеве дом, который сохранился до наших дней.
В XVIII веке сюда начали переселяться немцы. Название Рацкеве по-немецки звучит как Ратценмаркт (нем. Ratzenmarkt).
В конце XIX века город подвергся значительной модернизации. Так, деревянный мост через Дунай был заменён металлическим, а также была построена новая ратуша в стиле Сецессиона. В 1970-е годы Рацкеве стал развиваться как курорт. Кроме того, расположение на Дунае было привлекательно для рыболовов, и Рацкеве постепенно стал превращаться в туристический центр. В 1984 году Рацкеве получил права города.

## Транспорт
Город связан с Будапештом линией пригородного поезда HÉV.

## Население
| Год  | Численность | Численность |
| ---- | ----------- | ----------- |
| 2013 | 9965        | [ 2 ]       |
| 2014 | 9972        | [ 3 ]       |
| 2018 | 10 446      | [ 4 ]       |
| 2021 | 10 956      | [ 5 ]       |
| 2022 | 10 719      | [ 6 ]       |
| 2023 | 11 043      | [ 7 ]       |
| 2024 | 11 080      | [ 1 ]       |

## Города-побратимы
- Ciumani[вд], Румыния
- Бакталорантхаза, Венгрия
- Кальден, Германия
- Ковин[вд], Сербия